# L'Automne des gammlers
Pour plus de détails, voir Fiche technique et Distribution.
L'Automne des gammlers (titre original : Herbst der Gammler) est un film documentaire ouest-allemand réalisé par Peter Fleischmann et sorti en 1967.
Il traite du phénomène de ceux que l'on appelle les « gammlers », dont le mode de vie alternatif était considéré avec hostilité par une grande partie de la société à la veille du mouvement de 1968.

## Synopsis
Peter Fleischmann a interviewé des jeunes sans emploi vivant dans les rues de Munich, communément appelés « gammlers » (certains d'entre eux s'appellent eux-mêmes ainsi, d'autres trouvent cette appellation péjorative et utilisent à la place le terme de beatniks). Il ressort des entretiens que les gammlers vivent dans la rue pour des raisons très différentes - pour certains, il s'agit de convictions politiques et idéalistes, pour d'autres de l'aventure, pour d'autres encore de la nécessité et du pragmatisme. Ils citent comme raisons le doute sur le mode de vie bourgeois et à la valeur travail, le désir d'une vie plus intense, les conflits avec le foyer parental, la fuite du foyer pour jeunes ou l'enrôlement pour le service militaire. Loin d'être un groupe homogène, les « gammlers » se volent aussi entre eux et forment souvent des communautés de circonstance plutôt que des amitiés profondes. Certains, qui « glanent » depuis longtemps et vivent à long terme dans la rue, se qualifient de « vrais » gammlers, car beaucoup ne vivent que brièvement dans la rue et retournent ensuite chez leurs parents. On peut voir les gammlers dans différentes situations de la vie quotidienne, par exemple lorsqu'ils se rendent à l'Oktoberfest ou dorment dans un parc la nuit. Les contrôles de police se multiplient après que les gammlers sont devenus un sujet politique.
Des conversations entre les passants et les gammlers sont également montrées à plusieurs reprises, au cours desquelles Fleischmann adopte un ton modérateur. Les réactions des passants — beaucoup de personnes âgées, mais aussi des jeunes — vont de l'incompréhension sceptique à une grande hostilité. Certains citoyens ne trouvent pas les gammlers géniaux, mais acceptent leur présence comme une modalité de la liberté en démocratie tel que la constitution allemande le prévoit. D'autres passants affirment que l'on n'aurait pas besoin des travailleurs immigrés si les gammlers acceptaient de travailler, et demandent même que le travail devienne obligatoire. Des conflits fondamentaux se dessinent entre les citoyens munichois, qui ont des idées bien arrêtées sur le mode de vie correct et l'éthique du travail, et qui adoptent parfois un ton antidémocratique, et les gammlers. Une jeune visiteuse de l'Oktoberfest déclare même qu'elle aimerait bien envoyer les gammlers dans un camp de travail et qu'Adolf Hitler en aurait déjà fini avec eux.
Avec l'arrivée de l'hiver, certains des gammlers rentrent chez leurs parents, d'autres — qui ont un peu d'argent — partent pour les pays chauds de la Méditerranée, d'autres encore continuent à se débrouiller à Munich.

## Fiche technique
- Titre original : Herbst der Gammler[1]
- Titre français : L'Automne des gammlers[2],[3]
- Réalisation : Peter Fleischmann
- Scénario : Peter Fleischmann
- Photographie : Klaus Müller-Laue
- Montage : Peter Fleischmann
- Production : Hubert Schonger
- Société de production : Bayerischer Rundfunk (BR)
- Pays de production :  Allemagne de l'Ouest
- Langue originale : Allemand
- Format : Noir et blanc - 1,33:1 - mono - 16 mm
- Genre : Film documentaire
- Durée : 62 minutes
- Dates de sortie :
  - Allemagne de l'Ouest : septembre 1967 (Munich)
  - France : 1968 (Festival de Tours)[3]

## Production
Pour le réalisateur Peter Fleischmann, L'Automne des gammlers, d'une durée d'un peu plus d'une heure, était le premier long métrage après plusieurs courts métrages. Produit à l'origine uniquement pour la télévision, il a été diffusé pour la première fois le 22 septembre 1967 sur la chaîne allemande ARD, mais a également été projeté plus souvent au cinéma, notamment lors de la Semaine du film de Mannheim en 1967, où il a été bien accueilli, et à nouveau en 2002 à la Berlinale. Fleischmann a également invité le mouvement étudiant, qui n'était pas encore directement évoqué dans le film tourné en 1966, mais qui a pris de l'importance peu après, à une projection à Berlin. Mais à son arrivée, Rudi Dutschke lui expliqua qu'on n'avait plus le temps de voir des films, qu'il fallait maintenant faire la révolution. Le documentaire fit connaître Fleischmann et lui permit également de mettre en scène son premier long métrage de fiction, Scènes de chasse en Bavière, qui traitait également de l'intolérance d'une majorité envers les marginaux.
Dans son film en 16 mm, L'Automne des gammlers, Fleischmann s'inspire stylistiquement du cinéma-vérité et fait dialoguer différents groupes, tout en intervenant lui-même de temps en temps dans ces discussions. Dans les premières scènes, il interviewe les jeunes en groupe dans la rue, puis il s'introduit de plus en plus dans leur cercle et réalise également des interviews individuelles. Au total, il a vécu six semaines parmi les gammlers.
Au milieu des années 1960, les gammlers étaient devenus un phénomène controversé et étaient souvent considérés comme des criminels par les médias. Une majorité de citoyens exprimait dans les sondages d'opinion de l'époque qu'il fallait forcer les gammlers à travailler. En faisant parler les passants, Fleischmann a mis en évidence les attitudes « fascistes au quotidien » de nombreux Munichois envers les marginaux.

## Accueil critique
L'Automne des gammlers a reçu une « mention élogieuse » lors des Adolf-Grimme-Preis 1968. Il a également reçu la mention « particulièrement précieux » de la Deutsche Film- und Medienbewertung (FBW).
Le Filmdienst écrit que Fleischmann a voulu « démonter les préjugés et permettre de tirer des conclusions sur la société de l'époque ». Il en résulte un « documentaire d’une grande crédibilité révélatrice ».
Le Deutsches Historisches Museum note : « Les petits bourgeois et les ouvriers munichois se révèlent ainsi être les porteurs d'une idéologie et d'une rhétorique d'éradication héritées du “Troisième Reich”, dont la véhémence et l'univocité contrastent durement avec la manière saccadée d'articuler et les aspirations souvent diffuses des personnes aux cheveux longs ». Mais le film n'est pas seulement un document d'époque, il montre aussi de manière intéressante la maladresse des modes d'expression des jeunes dans le langage et les mimiques.
Selon le site web Critic.de en 2016, Fleischmann retient le rejet que subissent les gammlers dans des « scènes parfois très brutales ». En 2016, la critique du taz a également été frappée par « le ton qui s'oppose aux jeunes gens dans L'Automne des gammlers » : Celui-ci « doit d'abord être digéré. Il n'y a aucune trace de retenue ni de tête baissée. On s'imagine être dans son bon droit vis-à-vis de la jeune génération et on ne s'en cache pas ». On peut observer « comment le citoyen ordinaire se durcit et s'emporte verbalement au sein du collectif », l'agressivité étant notamment due au fait que les gammlers « caricaturent la vie rangée des non-gammlers ».
Dans sa nécrologie de Peter Fleischmann parue en 2021 dans Die Welt, Hanns-Georg Rodek a évoqué la valeur du film en tant que document historique sur le mouvement de 1968 : « L'Automne des gammlers est jusqu'à aujourd'hui le film qui permet le mieux de comprendre le choc des générations ».